# Kallur, Yelbarga
Kallur là một làng thuộc tehsil Yelbarga, huyện Koppal, bang Karnataka, Ấn Độ.